# Manuel Caballero
Manuel Caballero (5 de dezembro de 1931 - 12 de dezembro de 2010) foi um historiador venezuelano.